# يحيى دومبيا
يحيى دومبيا (بالفرنسية: Yahiya Doumbia) مواليد 25 أغسطس 1963 في باماكو، هو لاعب كرة مضرب سنغالي سابق بدأ مسيرته كمحترف سنة 1986 وكان يلعب باليد اليمنى، اعتزل اللعب في 1997. أعلى تصنيف له في الفردي كان المركز الـ 74 في سنة 1988. أعلى تصنيف له في الزوجي كان المركز الـ 187 في سنة 1997.

## روابط خارجية
- يحيى دومبيا على موقع رابطة محترفي التنس (الإنجليزية)
- يحيى دومبيا على موقع الاتحاد الدولي لكرة المضرب (الإنجليزية)
- يحيى دومبيا على موقع كأس ديفيز (الإنجليزية)
- يحيى دومبيا على موقع خلاصة التنس.كوم (الإنجليزية)